# Перші Національні збори в Епідаврі

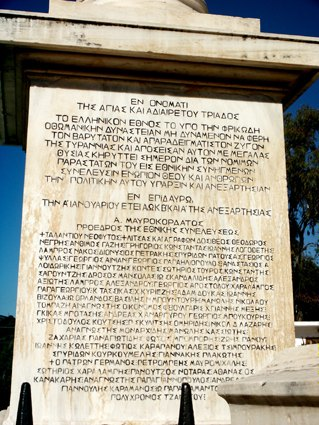

Перші Національні збори в Епідаврі (грец. Α' Εθνοσυνέλευση της Επιδαύρου; 1821—1822) — перше установчі збори грецької Національної асамблеї, національного репрезентативного політичного органу грецьких революціонерів.
Збори розпочали свою роботу в грудні 1821 року в Піаді (нині — Новий Епідавр). До їх складу увійшли представники регіонів, що брали участь у визвольній війні проти османської влади.
Більшість депутатів були представниками місцевої знаті й духовенства з Пелопоннеса, Центральної Греції та островів. Втім, багато хто з видатних революціонерів, в тому числі й Олександр Іпсіланті, у зібранні участі не брали. З 59 депутатів 20 були землевласниками, 13 — судновласниками, 12 — представниками інтелігенції, 4 — військовими лідерами, 3 — протоієреями, 3 — купцями, решта 4 — представниками інших професій.
Збори ухвалили низку важливих документів, серед яких і Тимчасова конституція Греції (Προσωρινό Πολίτευμα της Ελλάδος).
15 січня 1822 року Збори обрали п'ятьох членів виконавчого кабінету, який очолив князь Александрос Маврокордатос.

## Список делегатів
| - Георгіос Аїніан - Ламброс Александру - Александрос Аксіотіс - Адам Дукас - Сотіріс Дурос - Анфімос Газіс - Григоріос Константас - Гіануцос Контес - Іоанніс Логофетіс - Дросос Мансолас - Ламброс Наку - Теодорос Негріс - Захаріас Панайотідіс - Георгіос Папаіліопулос - Константінос Сапунціс - Іоанніс Скандалідіс - Неофітос Талантіу | - Франческо Вулгаріс - Гацігіанніс Мексіс - Анагностіс Монархідіс - Анагностіс Ойконому - Іоанніс Орландос - Петрос Омірідіс Скіліцис - Еммануїл Томбазіс |

| - Германос - Афанасіос Канакаріс - Сотіріос Караламбіс - Гіаннуліс Караманос - Пануцос Нотарас - Петрос Мавроміхаліс - Агностіс Папаяннопулос - Поліхроніос Цаннету | - Фотос Боборіс - Фотіос Карапану - Іоанніс Колеттіс - Спиридон Куркумеліс - Александрос Маврокордатос |

### Інші
| - Георгіос Апостолу - Василіос Будуріс - Ніколаос Вілаєтіс - Вінченцо Галліна - Андреас Заіміс - Деметріос Іпсилантіс - Теофілос Каіріс - Маноліс Касіотіс - Кристодулос Кутсіс - Веніамін Лесвіос - Зоїс Пану | - Дімітріос Панургіас - Караламбос Папагеоргіу - Папафлессас - Іоанніс Пападіамантопулос - Спиридон Патусас - Дионісіос Петракіс - Гіаннакіс Плакотіс - Анастасіос Полізоідіс - Георгіос Псилас - Феоклітос Фармакідіс - Асімакіс Фотілас |